# Calamagrostis staintonii
Calamagrostis staintonii là một loài thực vật có hoa trong họ Hòa thảo. Loài này được G.Singh mô tả khoa học đầu tiên năm 1984.